# Tornanádaska, Borsod-Abaúj-Zemplén
Tornanádaska este un sat în districtul Edelény, județul Borsod-Abaúj-Zemplén, Ungaria, având o populație de 696 de locuitori (2011). 

## Demografie
Componența etnică a satului Tornanádaska
     Maghiari (62,55%)
     Romi (37,45%)
Componența confesională a satului Tornanádaska
     Romano-catolici (40,8%)
     Fără religie (9,48%)
     Reformați (2,16%)
     Necunoscută (46,98%)
     Greco-catolici (0,57%)
     Alte religii (2,01%)
Conform recensământului din 2011, satul Tornanádaska avea 696 de locuitori. Din punct de vedere etnic, majoritatea locuitorilor (62,55%) erau maghiari, cu o minoritate de romi (37,45%). Nu există o religie majoritară, locuitorii fiind romano-catolici (40,8%), persoane fără religie (9,48%) și reformați (2,16%). Pentru 46,98% din locuitori nu este cunoscută apartenența confesională.